# Znam Cię na pamięć
Znam Cię na pamięć è il primo singolo della cantante pop e soul polacca Monika Brodka estratto dal suo secondo album di studio.

## Classifiche
| Classifica (2006) | Posizione massima |
| ----------------- | ----------------- |
| Europa            | 43                |
| Polonia           | 1                 |